# 虎渓駅
虎渓駅（ホゲえき）は大韓民国蔚山広域市北区にかつて存在した韓国鉄道公社（KORAIL）東海線（旧東海南部線）の駅である。2021年12月28日に新線移設に伴い当駅は廃止し、現在は北蔚山駅が当駅の代替として開業した。

## 歴史
- 1922年10月25日：開業。
- 1958年8月8日：駅舎改築。
- 1992年10月25日：一般営業開始。
- 2002年11月11日：駅舎増改築。
- 2013年11月7日：釜山鎮起点79.6kmに変更[1]。
- 2016年4月29日：釜山鎮起点78.9kmに変更[2]。
- 2016年12月30日：東海南部線が東海線に編入。
- 2021年12月28日 - 東海線複線電鉄化に伴う新設切り替えにより廃止。

## 隣の駅
韓国鉄道公社
東海線
太和江駅 - (孝門駅) - 虎渓駅 - (毛火駅) - (入室駅) - (竹東駅) - 仏国寺駅